# Dolný Pial
Dolný Pial (in ungherese Alsópél, in tedesco Unter-Pill) è un comune della Slovacchia facente parte del distretto di Levice, nella regione di Nitra.